# 스콜라피디아
스콜라피디아(Scholarpedia)는 과학 및 의학 분야의 고품질 콘텐츠를 보유하는 것을 목표로 하는 오픈 액세스 온라인 학술지와 일반적으로 관련된 기능을 갖춘 영어 위키 기반 온라인 백과사전이다.
스콜라피디아의 문서는 초대되거나 승인된 전문 저자가 작성하며 동료 검토를 받는다. 스콜라피디아에는 문서에 관련된 모든 저자, 큐레이터 및 편집자의 실제 이름과 소속이 나열되어 있다. 그러나 동료 검토 프로세스(변경 또는 추가를 제안할 수 있고 문서가 게재되기 전에 충족되어야 함)는 익명으로 진행된다. 스콜라피디아의 문서는 온라인 저장소에 저장되며 일반적인 저널 기사로 인용될 수 있다(스콜라피디아의 ISSN 번호 ISSN 1941-6016). 스콜라피디아의 인용 시스템에는 개정 번호에 대한 지원이 포함되어 있다.
이 프로젝트는 2006년 2월 유진 M. 이지케비치가 캘리포니아주 샌디에이고에 있는 신경과학연구소의 연구원으로 있을 때 만들어졌다. 이지케비치는 백과사전의 편집장이기도 하다.

## 다루는 범위
- 천체물리학
- 천체역학
- 계산신경과학
- 계산 지능
- 동역학계
- 물리학
- 몸감각계

## 같이 보기
- 누피디아
- 시티즌디움
- 온라인 백과사전 목록